# Dženan Radončić
Dženan Radončić (Montenegrijns: Џенан Радончић) (Gusinje, 2 augustus 1983) is een Montenegrijns voetballer.

## Carrière
Dženan Radončić speelde tussen 2000 en 2011 voor Gusinje, Rudar Plevlja, Partizan, Incheon United, Ventforet Kofu en Seongnam Ilhwa Chunma. Hij tekende in 2012 bij Suwon Samsung Bluewings.